# Lucas Condotta
Lucas Condotta, né le 6 novembre 1997 à Georgetown dans la province d'Ontario au Canada, est un joueur professionnel canadien de hockey sur glace. Il évolue au poste d'attaquant pour les Canadiens de Montréal dans la LNH.

## Biographie

### Jeunesse
Né le 6 novembre 1997 à Georgetown en Ontario au Canada, Lucas Condotta est le fils de Sherry et Joe Condotta. Il a deux frères, Jaden, son frère cadet, qui joue comme défenseur pour l'équipe de l'Université métropolitaine de Toronto, et Matteo, son frère ainé, qui joue comme défenseur pour les Rocks d'Elora (en). Il est aussi parent avec Matt Martin des Islanders de New York.

### Carrière professionnelle
En 2013, Lucas Condotta commence dans la Ligue de hockey junior de l'Ontario en jouant pour les Panthers de Pickering, avant d'être échangé en 2015 aux Red Wings de Hamilton. Peu après, les Red Wings déménage de Hamilton à Markham et deviennent les Royals de Markham. Condotta complète trois saisons avec cette nouvelle équipe. En 2018, il joint les River Hawks de l'Université du Massachusetts à Lowell dans la Division I de la National Collegiate Athletic Association (NCAA). Lors de sa dernière année, il est nommé capitaine de l'équipe.
Le 31 mars 2022, Condotta signe un contrat d'un an avec les Canadiens de Montréal. Il rejoint alors le Rocket de Laval, club-école des Canadiens de Montréal dans la Ligue américaine de hockey (LAH).
Le 13 avril 2023, il marque son premier but dans la Ligue nationale de hockey (LNH) lors de son premier match, sa première présence et pour son premier tir au cours d'une rencontre contre les Bruins de Boston,. 
Le 13 juillet 2023, Condotta signe avec l'équipe montréalaise une prolongation de contrat de deux ans à deux volets, c’est-à-dire avec des salaires différents, en fonction de la ligue où il évolue, LNH ou LAH.

## Statistiques
Pour les significations des abréviations, voir Statistiques du hockey sur glace.

### En club
| Saison     | Équipe                        | Ligue      |    | Saison régulière | Saison régulière | Saison régulière | Saison régulière | Saison régulière |   | Séries éliminatoires | Séries éliminatoires | Séries éliminatoires | Séries éliminatoires | Séries éliminatoires |
| Saison     | Équipe                        | Ligue      | PJ | B                | A                | Pts              | Pun              | PJ               | B | A                    | Pts                  | Pun                  |                      |                      |
| 2013-2014  | Panthers de Pickering         | OJHL       | 44 | 0                | 1                | 1                | 6                | -                | - | -                    | -                    | -                    |                      |                      |
| 2014-2015  | Panthers de Pickering         | OJHL       | 28 | 4                | 12               | 6                | 36               | -                | - | -                    | -                    | -                    |                      |                      |
| 2014-2015  | Red Wings de Hamilton         | OJHL       | 7  | 1                | 6                | 7                | 35               | -                | - | -                    | -                    | -                    |                      |                      |
| 2015-2016  | Royals de Markham             | OJHL       | 52 | 10               | 22               | 32               | 32               | 9                | 0 | 8                    | 8                    | 6                    |                      |                      |
| 2016-2017  | Royals de Markham             | OJHL       | 54 | 26               | 39               | 65               | 58               | 6                | 0 | 4                    | 4                    | 2                    |                      |                      |
| 2017-2018  | Royals de Markham             | OJHL       | 54 | 35               | 47               | 82               | 60               | 6                | 0 | 3                    | 3                    | 30                   |                      |                      |
| 2018-2019  | River Hawks de l'UMass-Lowell | NCAA       | 34 | 4                | 5                | 9                | 35               | -                | - | -                    | -                    | -                    |                      |                      |
| 2019-2020  | River Hawks de l'UMass-Lowell | NCAA       | 34 | 4                | 6                | 10               | 14               | -                | - | -                    | -                    | -                    |                      |                      |
| 2020-2021  | River Hawks de l'UMass-Lowell | NCAA       | 20 | 6                | 4                | 10               | 14               | -                | - | -                    | -                    | -                    |                      |                      |
| 2021-2022  | River Hawks de l'UMass-Lowell | NCAA       | 33 | 10               | 13               | 23               | 25               | -                | - | -                    | -                    | -                    |                      |                      |
| 2021-2022  | Rocket de Laval               | LAH        | 7  | 0                | 1                | 1                | 2                | 10               | 2 | 2                    | 4                    | 4                    |                      |                      |
| 2022-2023  | Rocket de Laval               | LAH        | 72 | 16               | 15               | 31               | 61               | 2                | 0 | 0                    | 0                    | 0                    |                      |                      |
| 2022-2023  | Canadiens de Montréal         | LNH        | 1  | 1                | 0                | 1                | 0                | -                | - | -                    | -                    | -                    |                      |                      |
| 2023-2024  | Rocket de Laval               | LAH        | 65 | 8                | 11               | 19               | 43               | -                | - | -                    | -                    | -                    |                      |                      |
| 2023-2024  | Canadiens de Montréal         | LNH        | 3  | 0                | 0                | 0                | 0                | -                | - | -                    | -                    | -                    |                      |                      |
| 2024-2025  | Canadiens de Montréal         | LNH        | 7  | 1                | 0                | 1                | 0                | -                | - | -                    | -                    | -                    |                      |                      |
| 2024-2025  | Rocket de Laval               | LAH        | 63 | 5                | 26               | 31               | 77               | 13               | 3 | 1                    | 4                    | 34                   |                      |                      |
| Totaux LNH | Totaux LNH                    | Totaux LNH | 11 | 2                | 0                | 2                | 0                | -                | - | -                    | -                    | -                    |                      |                      |